# Masacrul din Iabucovăț
Masacrul din Iabucovăț a avut loc pe data de 27 iulie 2007 în localitatea Iabucovăț din estul Serbiei (valea Timocului). În urma acestui incident și-au pierdut viața 9 persoane. Masacrul este considerat cel mai grav de acest gen din istoria recentă a Serbiei.

## Derularea evenimentelor
Autorul faptei, Nikola Radosavljevici, revenise de la muncă din Austria, în satul natal, cu o săptămână în urmă.
În urma unor certuri conjugale, bărbatul de 38 de ani și-a lua arma de vânătoare, a ieșit pe stradă și a tras focuri de arma timp de o ora. A tras la întamplare și a împușcat mortal, cu sânge rece, patru femei și cinci bărbați din Iabucovăț. Printre decedați se află și un copil de 15 ani.
Primele persoane pe care le-a impuscat mortal au fost doi vecini care au incercat să-l calmeze după cearta cu soția sa. În ciuda evenimentelor, o femeie a avut totuși curaj s-o adăpostească pe soția lui Radosavljevici. Printre uciși se numara și rude ale făptașului - soacra fratelui sau. Alte doua persoane s-au ales doar cu răni. De frica țintașului, oamenii s-au baricadat in case, iar străzile satului au rămas pustii.  Sesizate, brigăzile de poliție, asistate de elicoptere, au început sa îl caute pe autorul masacrului. Forțele de ordine au încercuit satul. La fața locului a sosit si Dragan Jočić, ministrul de interne sârb. 
După o oră de împușcături, Radosavljevici a incercat să fuga, ascunzându-se printre crucile din cimitirul satului. A fost arestat sâmbătă dimineața, dupa o încercare de suicid. In momentul arestării, la întrebarea legată de faptele sale, acesta a răspuns simplu: "Nu știu". Autorul a fost găsit rănit, cu hainele pătate de sânge și în stare de șoc. Radosavljevici a fost transportat ulterior la spitalul din Niš, unde a fost supus unui examen psihiatric.